# Filles de Notre-Dame de la Miséricorde
Les Filles de Notre-Dame de la Miséricorde (en latin :  Filiarum Dominae Nostrae a Misericordia) sont une congrégation religieuse féminine enseignante et hospitalière de droit pontifical.

## Historique
En 1837, Mgr Agostino Maria de Mari, évêque de Savone, est préoccupé par l'état d'abandon moral de sa ville et pense créer une institution pour l'éducation et la protection des jeunes filles pauvres.
Marie-Josèphe Rosello (1811 - 1880) se porte volontaire pour cette œuvre et de concert avec trois compagnes fonde le 10 août 1837 une congrégation qui se place sous la protection de Notre-Dame de la Miséricorde (it), patronne de Savone à la suite d'une apparition de la Vierge en 1536. L'institut se propage rapidement en Ligurie et en Italie ; en 1875, des maisons sont fondées en Amérique latine et en 1918 aux États-Unis.
Les constitutions sont approuvées le 17 janvier 1863 par Mgr Alessandro Riccardi di Netro (it). Léon XIII publie le décret de louange le 13 septembre 1900 et Pie X approuve définitivement l'institut et ses constitutions le 12 janvier 1904.
La bienheureuse Maria Ludovica De Angelis est une religieuse de cette congrégation.

## Activités et diffusion
Les sœurs sont dédient à l'enseignement (écoles et résidences universitaires), aux soins des malades à domicile et dans les hôpitaux, aux personnes âgées.
Elles sont présentes en :
- Europe : Allemagne, Italie, Royaume-Uni, Roumanie.
- Amérique : Argentine, Bolivie, Brésil, Chili, États-Unis, Haïti, Jamaïque, Pérou, Uruguay.
- Afrique : Burundi, Cameroun, République centrafricaine, République démocratique du Congo, Rwanda, Tchad.  *Asie : Inde.

La maison généralice est à Savone.
En 2017, la congrégation comptait 796 sœurs dans 144 maisons.